# Мірза Джамал Джеваншір
Мірза Джамал Джеваншір Карабагі (Карабазький) (Mirzə Camal Cavanşir Qarabaği; 1773–1853) — азербайджанський історик.

## Життєпис
Мірза Джамал Джеваншір Карабагі, відомий як Візир Карабахського ханства та автор книги «Історія Карабага».
З 1797 року по 1822 роки визир при карабахському хані Ібрагімі Халілі та Мехтікулі. Після 1822 році служив в карабахському провінційному суді.

## Праці
Автор книги «Історія Карабаху» написана перською мовою.